# فيليكس أونغر
فيليكس أونغر (بالألمانية: Felix Unger)‏ هو جراح نمساوي، ولد في 2 مارس 1946 في كلاغنفورت في النمسا.